# 2025년 장유시 학교폭력 항의 시위
2025년 장유시 학교폭력 항의 시위(중국어 정체자: 2025年江油校园欺凌抗议事件, 병음: 2025 Nián Jiāngyóu xiàoyuán qīlíng kàngyì shìjiàn)는 중화인민공화국 사천성 장유시에서 2025년 7월 말에 발생한 청소년 집단 폭행 사건을 계기로 시작된 반정부 성격의 항의 시위이다. 피해 학생에 대한 공정한 처벌과 학교폭력에 대한 대책 마련을 요구하며 수천 명의 시민들이 시위에 참여하였다.
중국 정부는 해당 사건의 영상 및 해시태그를 인터넷 상에서 삭제 및 검열했으며, 일부 참가자들을 연행하였다. 이에 따라 표현의 자유와 청소년 인권에 대한 논의가 국내외에서 활발히 이루어지고 있다.

## 사건 개요
2025년 7월 29일경, 장유시에서 14세 여학생이 또래 학생 3명에게 폭행당하는 영상이 SNS 및 온라인 커뮤니티에 유출되며, 전국적 분노를 일으켰다. 이후 당국은 가해자 2명을 교정시설에 보내고 나머지 학생은 '비판교육' 조치를 취했다고 발표하였다. 그러나 대중은 이러한 조치가 지나치게 미온적이라고 반발하였다.

## 시위 전개
8월 4일, 장유시청 앞 광장에 수천 명의 시민이 모여 평화적인 시위를 벌였다. 시위대는 "정의 실현", "학교폭력 근절", "공정한 처벌" 등을 외쳤고, 현장에 공안 병력이 출동하였다. 일부 시위자는 현장에서 체포되었으며, 이 장면 또한 영상으로 유포되었다.

## 정부 대응
중국 당국은 SNS 플랫폼을 통해 퍼진 영상 및 관련 해시태그를 빠르게 검열하였고, ‘사회 질서 교란’ 및 ‘허위 정보 유포’ 등을 이유로 단속을 강화하였다. 관련 포스트는 삭제되었으며, 일부 이용자는 경고 또는 정지 조치를 받았다.

## 시위 목적
시위대는 다음과 같은 요구 사항을 중심으로 시위했다:
- 피해 학생에 대한 공정하고 엄정한 처벌 촉구 — 특히 가해 학생들이 단순한 '행정 처분'에 그친 데 대한 반발[2]
- 청소년 폭력 범죄에 대한 법적 시스템 개선 요구 — 현행 법체계가 가해자 중심이며, 피해자 보호에 취약하다는 불만 제기[3]
- 학교폭력 및 청소년 안전 문제에 관한 사회적 관심 제고 — 전국적 논의를 촉발하는 계기로 활용하기 위한 공동 요구[4]

## 여론 반응
중국 내외에서 본 사건은 ‘청소년 인권’과 ‘표현의 자유’ 문제를 다시 조명하는 계기가 되었으며, ‘학교폭력에 대한 법적·제도적 공백’이 존재한다는 주장이 제기되고 있다. 중국 내 누리소통방에서는 일부 우회적 방식으로 본 사건을 지지하는 여론이 형성되고 있으며 일부 누리꾼들은 중국 내의 검열을 우회하기 위해 서울에 봄을 비유한 전두환(全斗焕)이나 간장(중국어:酱油 jiàngyóu)이라는 은어 사용하며 여론을 형성하는 움직임도 보이고 있다.

## 관련 문서
- 천안문 민주화 운동
- 중국의 표현의 자유
- 중국의 학교폭력
- 청두 민주화 요구 현수막 사건
- 장유시 미성년자 괴롭힘 사건
- 중국 재스민 혁명